# IC 1825
IC 1825 је спирална галаксија у сазвјежђу Кит која се налази на листи објеката дубоког неба у Индекс каталогу.
Деклинација објекта је + 9° 5' 49" а ректасцензија 2h 38m 55,5s. Привидна величина (магнитуда) објекта IC 1825 износи 14,0 а фотографска магнитуда 14,7. IC 1825 је још познат и под ознакама UGC 2138, CGCG 414-31, KARA 115, IRAS 02362+0853, PGC 10031.